# Меншиковы
Ме́ньшиковы (Меншиковы) — русский дворянский и княжеский (с 1705) род, угасший в мужском колене (1893).
Внесён в V часть родословной книги Санкт-Петербургской губернии.

## Происхождение и история рода

### Версия происхождения рода
Многие современники, а за ними большинство историков, приписывают князю А. Д. Меншикову плебейское происхождение. Однако существует версия, согласно которой, его отец — Данила Меншиков (первоначально Менжик), был шляхтичем из Великого княжества Литовского, взятым в плен во время русско-польской войны (1654—1667).  Впоследствии он служил при царском дворе конюхом. Разумеется, встречаются легенды о выездах из чужих земель, когда было нужно придать происхождению рода "больше блеска", но род Менжик, герба Венява, действительно известен в Польше. В конце XIV— начале XV веков некоторые его представители играли видную роль при польском дворе. Позже род обеднел. Также в Великом княжестве Литовском в XVII—XVIII веках существовал ещё один род Менжик, но герба Вадвич. В числе защитников Смоленска от русских войск (1654) упомянут шляхтич-католик Станислав Менжик. Он же числился в списке смоленской шляхты, присягнувшей на верность царю Алексею Михайловичу после капитуляции Смоленска. Самое любопытное, что в более позднем списке около его фамилии имеется приписка: "Взят к Москве". Естественно, без достоверных доказательств его отождествлять с отцом князя Меншикова нельзя — хотя, приняв православие, Станислав вполне мог стать Данилой, но документального подтверждения этой версии нет.

### Князья Меншиковы
Княжеский род, происходящий от  Александра Даниловича Меншикова, который грамотой (30 мая 1707) возведён в княжеское достоинство Российского царства с наименованием князь Ижорской земли и титулом Светлости. высочайшей резолюцией княжеское достоинство с него было снято (1727) и Высочайшим указом княжеское достоинство возвращено его сыну Александру Александровичу Меншикову (1731).
- Его сын, князь Александр Александрович, имевший на четырнадцатом году жизни звание обер-камергера, был разжалован и сослан вместе с отцом в Берёзов Тобольской губернии. Помилован Анной Иоанновной с возвращением княжеского титула (1731).
  - Сын его, князь Сергей Александрович (1746—1815), приобрёл подмосковное имение «Черёмушки» (1780), которое оставалось у его потомков (до 1880). Кроме этого в его владении было майоратное имение Александрово.
    - Князь Александр Сергеевич, старший сын предыдущего, любимец Николая I.
      - генерал-адъютант князь Владимир Александрович, старший сын предыдущего, на котором и пресёкся род князей Меньшиковых, а фамилия и титул перешли в род Корейш — Ивану Николаевичу Корейше (1865—1918), правнуку А. С. Меншикова по женской линии (сыну Анны Ивановны Вадковской, чья мать урождённая Меншикова).

## Князья Меншиковы-Корейши
Иван Николаевич (Корейш) Корейша (1865—1919(?)), правнук Светлейшего князя Александра Сергеевича Меншикова, получивший по наследству майорат, учреждённый его прадедом, в связи с тем, что род Меншиковых по мужской линии угас. Высочайше утверждённым мнением Государственного совета, корнету И.Н. Корейшу дозволено принять титул, фамилию и герб учредителя имения и впредь именоваться Светлейшим князем Меншиковым-Корейшом.
Новый владелец имения быстро промотал доставшиеся ему богатейшие владения и даже оказался должен 100.000 рублей. Высочайшим соизволением (1911) над майоратом Крутовщина была учреждена опека для погашения недоимок земского сбора и других видов задолжностей. Предположительно, Иван Николаевич умер во время гражданской войны, потомства не оставил.

## Описание герба
Щит разделён на четыре части и имеет в середине малый щиток, на котором изображён чёрный орёл, имеющий короны на двух головах и третью над ними, а на груди у этого орла в золотом поле видно красное коронованное сердце. В первой части: в серебряном поле красный лев с выставленным языком и с поднятым вверх хвостом, держащий лапой две чёрные трости, расположенные крестообразно и на концах позолоченные; во второй части: в синем поле всадник на белом коне, скачущий с поднятым вверх мечом; в третьей части: в синем поле золотой оснащённый корабль; в четвёртой части: в золотом поле обозначены военные победы. Вверху над щитом расположены пять решётчатых и увенчаных шлемов, кроме среднего, который покрыт княжеской шапкой, и из него восстают всероссийский и римский орлы. На втором шлеме с правой стороны коронованное сердце. На третьем левом шлеме красный лев. Первый шлем справа имеет Ижорского княжения герб: замок с башнями и тремя распущенными знамёнами, из которых среднее знамя красное с княжеской шапкой на нём, правое и левое — серебряные. На левом пятом шлеме облачённая в латы рука, держащая меч. Щитодержатели этого щита — два солдата с мушкетами: верхнее платье на правой стороне зелёное, на левой же — синее, а прочее — красное. Шляпы украшены страусиными перьями, отвороты справа красные, а слева — золотые и синие.

## Известные представители
Григорий Меньшиков Пятого – суздальский городовой дворянин (1629).

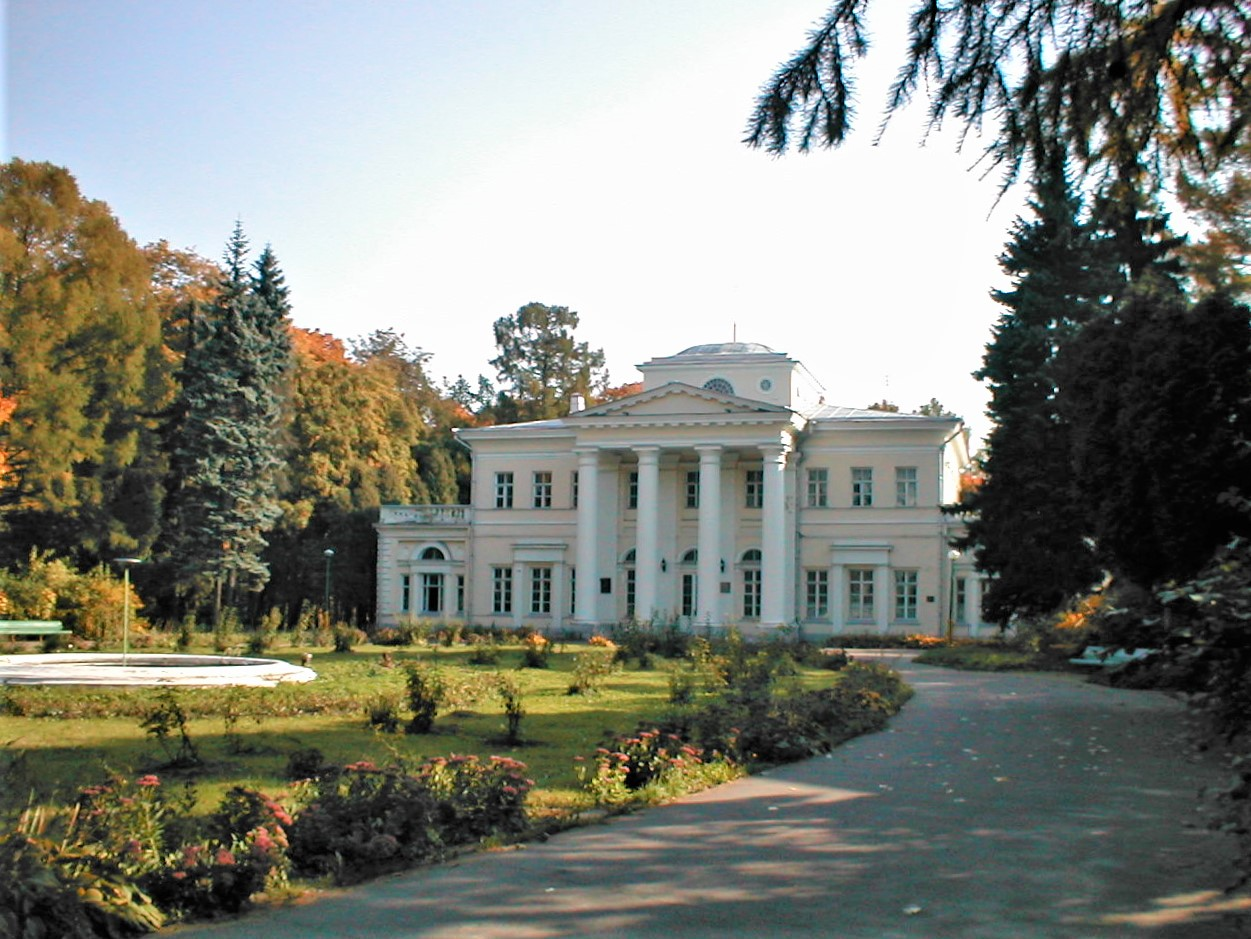
Усадьба Черёмушки-Знаменское

- Меншиков, Александр Данилович (1673—1729) — сподвижник Петра I, герцог Ижорский 
∞ Меншикова, Дарья Михайловна (1682—1728) — урождённая Арсеньева
  - Меншикова, Мария Александровна (1711—1729) — старшая дочь, невеста императора Петра II
  - Меншикова, Александра Александровна (1712—1736) — младшая дочь, фрейлина Анны Иоанновны
  - Меншиков, Александр Александрович (1714—1764) — генерал-аншеф
    - Меншиков, Сергей Александрович (1746—1815) — генерал-поручик
      -  Меншиков, Александр Сергеевич (1787—1869) — адмирал, морской министр
        - Меншиков, Владимир Александрович (1816—1893) — генерал от кавалерии.